# Marina Munćan
Marina Munćan (ur. 6 listopada 1982 w Pančevie) – serbska lekkoatletka specjalizująca się w biegach średniodystansowych oraz długodystansowych.
Uczestniczka igrzysk olimpijskich w Londynie w 2012 roku, podczas których odpadła w eliminacjach biegu na 1500 metrów. Mistrzyni uniwersjady z 2009 roku w biegu na 1500 metrów. W 1999 roku, reprezentując Jugosławię, zdobyła złoty medal olimpijskiego festiwalu młodzieży Europy w biegu na 3000 metrów. W latach 2002–2005 studiowała w Stanach Zjednoczonych i reprezentowała uczelnię Villanova w rozgrywkach NCAA.
Mistrzyni Jugosławii w biegu na 800 metrów oraz 1500 metrów oraz mistrzyni Serbii w biegu na 800 metrów.

## Rezultaty
| Rok                                | Impreza                                   | Miejsce                | Konkurencja    | Pozycja     | Wynik    |
| ---------------------------------- | ----------------------------------------- | ---------------------- | -------------- | ----------- | -------- |
| Reprezentacja: Jugosławia          |                                           |                        |                |             |          |
| 1997                               | Mistrzostwa świata w biegach przełajowych | Turyn                  | bieg juniorów  | 50. miejsce | 16:35    |
| 1997                               | Mistrzostwa Europy juniorów               | Lublana                | bieg na 3000 m | –           | DNF      |
| 1997                               | Mistrzostwa Europy juniorów               | Lublana                | bieg na 5000 m | 10. miejsce | 17:30,75 |
| 1998                               | Światowe igrzyska młodzieży               | Moskwa                 | bieg na 1500 m | 14. miejsce | 4:35,51  |
| 1999                               | Olimpijski festiwal młodzieży Europy      | Esbjerg                | bieg na 3000 m | 1. miejsce  | 9:27,70  |
| 1999                               | Mistrzostwa świata juniorów młodszych     | Bydgoszcz              | bieg na 3000 m | 13. miejsce | 9:27,44  |
| 1999                               | Mistrzostwa Europy juniorów               | Ryga                   | bieg na 3000 m | 13. miejsce | 9:38,22  |
| 2000                               | Mistrzostwa świata w biegach przełajowych | Vilamoura              | bieg juniorów  | 88. miejsce | 24:06    |
| 2001                               | Mistrzostwa Europy juniorów               | Grosseto               | bieg na 1500 m | –           | DNF      |
| 2001                               | Mistrzostwa Europy juniorów               | Grosseto               | bieg na 3000 m | 6. miejsce  | 9:17,71  |
| Reprezentacja: Serbia i Czarnogóra |                                           |                        |                |             |          |
| 2003                               | Młodzieżowe mistrzostwa Europy            | Bydgoszcz              | bieg na 1500 m | 7. miejsce  | 4:15,32  |
| 2005                               | Igrzyska śródziemnomorskie                | Almería                | bieg na 800 m  | eliminacje  | DNF      |
| 2005                               | Igrzyska śródziemnomorskie                | Almería                | bieg na 1500 m | 9. miejsce  | 4:15,56  |
| Reprezentacja: Serbia              |                                           |                        |                |             |          |
| 2006                               | Mistrzostwa Europy w biegach przełajowych | San Giorgio su Legnano | bieg seniorów  | 43. miejsce | 27:07    |
| 2007                               | Halowe mistrzostwa Europy                 | Birmingham             | bieg na 1500 m | 9. miejsce  | 4:14,60  |
| 2007                               | Uniwersjada                               | Bangkok                | bieg na 1500 m | 5. miejsce  | 4:12,56  |
| 2007                               | Mistrzostwa świata                        | Osaka                  | bieg na 1500 m | półfinał    | 4:08,02  |
| 2009                               | Halowe mistrzostwa Europy                 | Turyn                  | bieg na 1500 m | 7. miejsce  | 4:20,01  |
| 2009                               | I liga drużynowych mistrzostw Europy      | Bergen                 | bieg na 800 m  | 6. miejsce  | 2:04,73  |
| 2009                               | I liga drużynowych mistrzostw Europy      | Bergen                 | bieg na 1500 m | 5. miejsce  | 4:16,41  |
| 2009                               | Uniwersjada                               | Belgrad                | bieg na 1500 m | 1. miejsce  | 4:15,53  |
| 2009                               | Mistrzostwa świata                        | Berlin                 | bieg na 1500 m | eliminacje  | 4:15,18  |
| 2010                               | II liga drużynowych mistrzostw Europy     | Belgrad                | bieg na 800 m  | 3. miejsce  | 2:07,31  |
| 2010                               | II liga drużynowych mistrzostw Europy     | Belgrad                | bieg na 1500 m | 2. miejsce  | 4:25,45  |
| 2010                               | Mistrzostwa Europy                        | Barcelona              | bieg na 1500 m | eliminacje  | 4:19,32  |
| 2011                               | Halowe mistrzostwa Europy                 | Paryż                  | bieg na 1500 m | eliminacje  | 4:18,09  |
| 2011                               | II liga drużynowych mistrzostw Europy     | Nowy Sad               | bieg na 800 m  | 5. miejsce  | 2:04,71  |
| 2011                               | II liga drużynowych mistrzostw Europy     | Nowy Sad               | bieg na 1500 m | 1. miejsce  | 4:19,28  |
| 2012                               | Mistrzostwa Europy                        | Helsinki               | bieg na 1500 m | 7. miejsce  | 4:15,63  |
| 2012                               | Igrzyska olimpijskie                      | Londyn                 | bieg na 1500 m | eliminacje  | 4:11,25  |

## Rekordy życiowe
- bieg na 800 metrów (hala) – 2:05,75 (11 lutego 2011, Boston)
- bieg na 800 metrów (stadion) – 2:02,86 (26 lipca 2009, Brasschaat)
- bieg na 1000 metrów (hala) – 2:45,06 (13 stycznia 2012, Nowy Jork)
- bieg na 1500 metrów (hala) – 4:12,23 (6 marca 2009, Turyn)
- bieg na 1500 metrów (stadion) – 4:06,48 (17 lipca 2012, Lignano Sabbiadoro)
- bieg na milę (hala) – 4:31,84 (22 stycznia 2011, Nowy Jork), rekord Serbii
- bieg na milę (stadion) – 4:31,52 (20 kwietnia 2012, Walnut), rekord Serbii
- bieg na 3000 metrów (stadion) – 9:17,04 (31 sierpnia 2009, Zagrzeb)